# 八所神社 (豊川市)
八所神社（はっしょじんしゃ）は、愛知県豊川市財賀町観音山3-3にある神社。社格は旧村社。
財賀寺本堂の後方にあり、財賀寺の鎮守社とされる。本殿・拝殿ともに神仏習合の名残を伝える建物とされ、登録有形文化財に登録されている。

## 祭神
- 日吉大神[1]
- 八幡大神[1]
- 砥鹿大神[1]
- 白山大神[1]
- 熱田大神[1]
- 走湯大神[1]
- 熊野大神[1]
- 金峯大神[1]

## 歴史

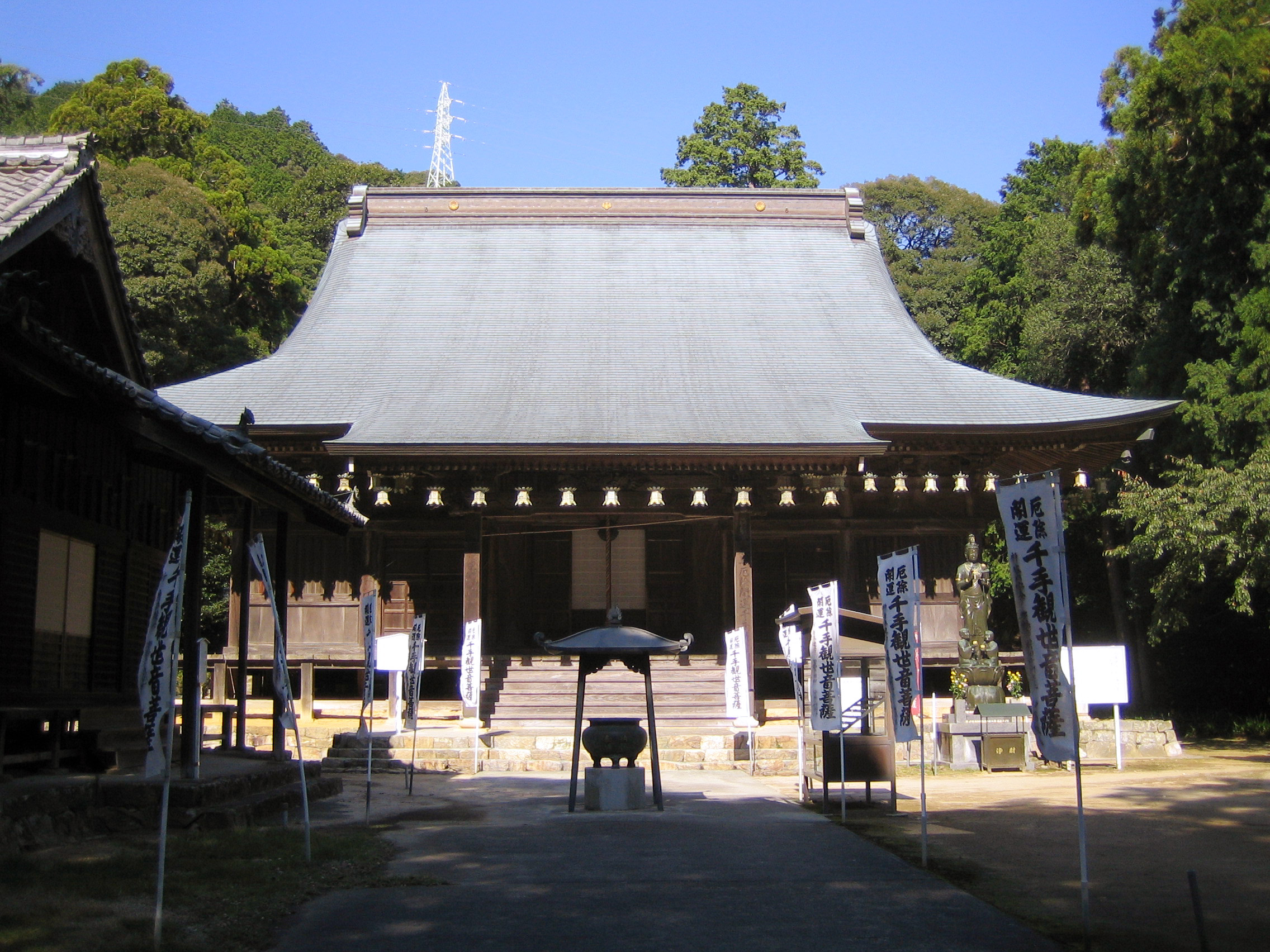
財賀寺

文明3年（1471年）、財賀寺の鎮守社として創建された。享保9年（1724年）に本殿が、文政9年（1826年）に拝殿が再建された。

## 文化財

### 登録有形文化財
- 本殿
  - 享保9年（1724年）竣工[2]。2014年（平成26年）10月7日、登録有形文化財に登録された[2]。登録基準は「国土の歴史的景観に寄与しているもの」。
  - 一間社流造、こけら葺[2]。建築面積0.8平方メートル[2]。
- 拝殿
  - 文政9年（1826年）竣工。2014年（平成26年）10月7日、登録有形文化財に登録された[3]。登録基準は「国土の歴史的景観に寄与しているもの」。
  - 入母屋造、桟瓦葺[3]。桁行3間、梁間2間[3]。建築面積24平方メートル[3]。